# Atividade Paranormal
Paranormal Activity (no Brasil e em Portugal: Atividade Paranormal) é um filme de terror estadunidense de 2007, escrito e dirigido por Oren Peli no formato de um pseudodocumentário, utilizando-se de uma câmera de mão comum para transmitir a impressão de que as cenas são reais. 
A Paramount/DreamWorks adquiriu os direitos de distribuição nos EUA por 350 mil dólares, fazendo de Paranormal Activity o filme mais rentável da história do cinema, com base no retorno sobre o investimento.

## Enredo
Katie, uma estudante, e seu namorado Micah, um negociante de ações, vivem em uma casa de dois andares em um conjunto habitacional no subúrbio de San Diego, Califórnia, Estados Unidos. Katie afirma ser perseguida por uma presença demoníaca que a tem atormentado desde sua infância. Durante uma visita à casa do casal, Dr. Fredrichs, que afirma ser um paranormal, diz que eles estão sendo atormentados por um demônio que se alimenta de energia negativa, e que ele pretende assombrar Katie não importa onde ela vá. Dr. Fredrichs recomenda-os contatarem o demonologista Dr. Johan Averies, mas Micah fica relutante e argumenta com Katie. Todas as noites, Micah monta uma câmera de vídeo em um tripé no quarto deles para tentar gravar qualquer atividade paranormal que venha acontecer enquanto eles dormem. Ele consegue capturar vários fenômenos, como objetos se movendo por si mesmos, luzes e televisores ligando e desligando, e sons de vozes, grunhidos, passos e pancadas. As estranhas ocorrências no meio da noite logo passam a envolver Katie acordando e passando várias horas parada olhando Micah enquanto ele dorme, e indo sentar-se no balanço do lado de fora da casa. Katie não lembra de nenhum dos fatos na manhã seguinte.
Katie, já irritada por Micah tentar explicar tudo, fica com raiva quando o namorado traz para casa uma tábua Ouija, apesar do alerta do Dr. Fredrichs contra qualquer forma de se comunicar com a entidade. Enquanto os dois estão fora da casa, uma janela da sala abre-se e a tábua Ouija começa a se mexer. Uma pequena chama surge na tábua e se extingue. Naquela noite, Micah espalha talco pelo corredor e depois descobre pegadas não-humanas indo do quarto ao sótão. No sótão, Micah encontra uma fotografia de Katie jovem que pensava-se ter sido destruída num incêndio. Naquela noite, a porta do quarto fecha-se violentamente.
No dia seguinte, eles descobrem que o vidro sobre a foto foi quebrado com a imagem de Micah rabiscada por baixo. Dr. Abrams está fora da cidade quando Micah finalmente aceita chamá-lo, então Dr. Fredrichs concorda em ir à casa novamente. Ao chegar, ele imediatamente pressente o perigo e, pedindo desculpas, apesar dos clamores de ajuda de Katie e Micah, vai embora dizendo que sua presença apenas deixa o demônio irritado. Naquela noite, Katie é arrastada para fora da cama para o corredor por uma força invisível. Ouvindo seus gritos, Micah, vai atrás e a segura. Na manhã seguinte, Micah descobre uma horrível marca de mordida nas costas de Katie.
Nervosos e exaustos, os dois decidem ir para um hotel. Micah depois encontra Katie segurando uma cruz com tanta força que suas mãos sangram. Quando Micah está prestes a sair, Katie, que fica calma repentinamente, insiste que eles permaneçam na casa. Micah, nervoso pela situação que não consegue controlar, queima a cruz e a foto encontrada no sótão. Mais tarde, naquela noite, Katie acorda para mais uma vez ficar por várias horas parada olhando Micah dormir. Ela então desce as escadas na escuridão e começa a gritar. Micah acorda e vai atrás dela, enquanto a câmera, no tripé, grava o que parece ser uma luta na escada. Os gritos cessam repentinamente, e um breve silêncio é seguido pelo som de fortes passos subindo as escadas. O corpo de Micah é violentamente jogado na câmera, derrubando-a. Katie, possuída, caminha lentamente para a frente da câmera, com sua roupa coberta de sangue. Ela rosna como um animal para o corpo de Micah, sorri diabolicamente para a câmera, e então se aproxima enquanto a tela vai escurecendo.
Uma legenda final informa que o corpo de Micah foi descoberto pela polícia no dia 11 de outubro de 2006, e o paradeiro de Katie continua desconhecido.

### Final alternativo
Há uma versão em DVD do filme que tem como extra um final alternativo, no qual Katie sobe as escadas com uma faca nas mãos, tranca a porta, olha para a câmera, dá uma risada maléfica, corta o pescoço com a faca e cai no chão.

## Elenco
- Katie Featherston como Katie
- Micah Sloat como Micah
- Mark Fredrichs como Psicólogo
- Amber Armstrong como Amber
- Ashley Palmer como Diane Mercer (menina na Internet)
- Randy McDowell como o tenente Randy Hudson (versão original)
- Tim Piper como Richard (versão original)
- Crystal Cartwright como exorcista Nanny (versão original)